# Negrar di Valpolicella
Negrar di Valpolicella innan den 22 februari 2019 Negrar är en ort och kommun i provinsen Verona i regionen Veneto i Italien. Kommunen hade 17 096 invånare (2018).